# El Frontoncillo
El Frontoncillo är en ort i Mexiko.   Den ligger i kommunen Peñamiller och delstaten Querétaro Arteaga, i den centrala delen av landet, 200 km norr om huvudstaden Mexico City. El Frontoncillo ligger 1 563 meter över havet och antalet invånare är 477.
Terrängen runt El Frontoncillo är kuperad. Runt El Frontoncillo är det ganska glesbefolkat, med 24 invånare per kvadratkilometer. Närmaste större samhälle är Villa Emiliano Zapata, 13,9 km sydost om El Frontoncillo. Trakten runt El Frontoncillo består i huvudsak av gräsmarker.